# 早見朱莉
早見朱莉（日語：早見 あかり，1995年3月17日—）是日本的女演員、時裝模特兒，東京都出身，所屬經紀公司為星塵傳播。過去曾為偶像女團「桃色幸運草」（後來改名為「桃色幸運草Z」）成員及副隊長

## 人物
- 興趣是健美操、電子郵件、大頭貼、指甲彩繪、交換信[4]。特技是健美操、單輪車、厚墊運動、東亞書法[4]、動畫声、変顔。
- 持有健美操6級的資格[4]。
- 憧憬的藝人是柴咲幸[5]。

## 出演

### 電影
- 飛べ！コバト（2010年7月28日）
- 市民警察69（日语：市民ポリス69）（2011年3月19日）- 永山桃 飾
- Cheerfu11y（日语：Cheerfu11y）（2011年10月22日）- アサミ 飾
- 百瀨，朝向這邊。（日语：百瀬、こっちを向いて。）（2014年5月10日） - 百瀨陽 飾
- 發誓不會忘記你（2015年3月28日） - 織部梓 飾
- 戀妻家宮本（日语：ファミレス (小説)#映画）（2017年1月28日）- 宮本美代子（大學時代） 飾
- 銀魂（2017年7月14日） - 村田鐵子 飾
- 新·超人力霸王（2022年5月13日） - 船緣由美 飾
- 殭屍100～在成為殭屍前要做的100件事～（2023年8月3日、Netflix）
- ULTRAMAN：崛起（2024年6月14日、Netflix） - 脇田亞美 聲演

### 電視劇
- 夢回綠園 〜青春男子寮日誌〜（2008年、MXTV）
- ウレロ☆未確認少女（2011年、東京電視台）
- 晨間劇 阿政（2014年後期、NHK）
- 全部成為F（2014年、富士電視台）
- 愛上女老師（2015年、朝日電視台）
- 愛吃拉麵的小泉同學（2015年、富士電視台）
- 福家堂本舗 （页面存档备份，存于）
- 超級上班族左江內氏（2017年、日本電視台）
- 挑戰未知世界 Dead Stock (2017年、東京電視台）
- 投資者Z（2018年、東京電視台）（页面存档备份，存于）
- 移居就来岐阜（2018年、名古屋電視台・神奈川電視台）
- 絕對不可能～偵探·上水流涼子的解析～ 第2集（2023年、關西電視台・富士電視台）- 円谷エリ
- 風間公親－教場0－ 第9集（2023年、富士電視台）- 篠木瑤子
- 獻給國王的無名指 第9集 - 最終集（2023年、TBS）- 栗山美玲
- 轉職魔王 第2集（2023年、關西電視台・富士電視台）- 宇佐美由夏
- 星期幾出生的（2023年、朝日放送電視台・朝日電視台）- 來栖芽衣
- 迴轉未來（2024年、日本電視台）- 襷惠（襷めぐる）
- ANTI HERO 第4集・第5集（2024年、TBS）- 仙道繪里

### CM
- 東京迪士尼海洋　春のキャンパスデーパスポート（2009年）
- セシール「Cupop」09冬号カタログ（2009年）
- 花王「ASIENCE」（2016年）[6]
- 東京建物 (2016年)[7]

### 雑誌
- Hanachu（主婦の友社）専屬模特兒
- セシールカタログ・キューポップ（cupop）
- FREECELL vol.5
- 週刊文春 原色美女図鑑
- 装苑 2012年1月号(表紙)

### PV
- little by little『Pray』（2008年5月28日）
- バーボンズ『autumn』・『雪国』・『絆』（2008年 - 2009年）
- ヒャダイン『ヒャダインのじょーじょーゆーじょー』（2011年）

### 電視動畫
- 緣之空（2010年10月、AT-X） - 飾演 女學生

### 其他
- 芥川龍之介『蜘蛛の糸』（SDP文庫、2008年7月20日）表紙+巻頭グラビア
- 「発見!角川文庫2010」イメージキャラクター（2010年6月）
- H.P.FRANCE BIJOUX　ブライダルモデル（2011年10月）

## 備註
1. ↑  . ENCOUNT.   [2024-08-20]. （原始内容存档于2024-08-20）.
2. ↑  . 早見あかり Instagram.   [2024-08-20]. （原始内容存档于2024-08-20）.
3. ↑  . 日刊スポーツ. 2024-08-20  [2024-08-20].
4. 1 2 3  スターダストプロモーション芸能3部. .   [2008年12月4日]. （原始内容存档于2020年10月5日）.
5. ↑  オフィシャルブログより
6. ↑  .   [2016-11-27]. （原始内容存档于2020-08-19）.
7. ↑  .   [2016-11-27]. （原始内容存档于2019-11-30）.

## 外部連結
- スターダストプロモーション > 早見あかり （页面存档备份，存于）
- 早見あかり(ももいろクローバー) 公式ブログ - GREE （页面存档备份，存于）(-2011年1月31日)
- イマつぶ-imatsubu(2010.6.30 - )
- 早見あかり｜ももいろクローバーオフィシャルブログ （页面存档备份，存于） （2009.4.22 - 2010.6.16）
- 早見あかり｜3年B組School girl BLOG （页面存档备份，存于） （2008.8.12 - 2009.4.15）
- 早見朱莉的Instagram帳戶